# Helmut Naunin

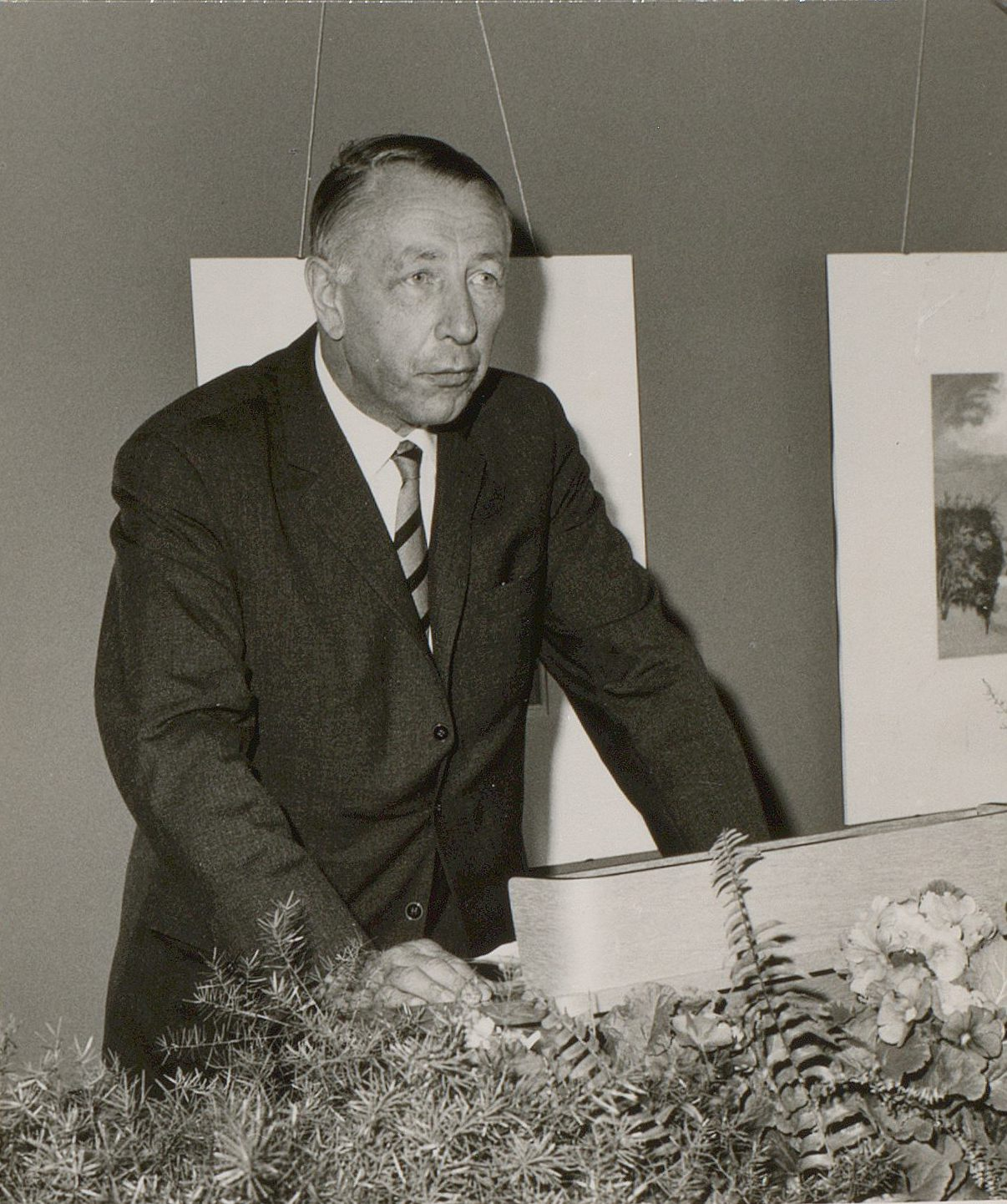
Helmut Naunin bei einer Rede zur Zuweisung des Verwaltungsgebäudes der landwirtschaftlichen Genossenschaft, 1966

Helmut Richard Hermann Naunin (* 16. September 1904 in Deutsch Eylau; † 22. September 2002 in Münster) war ein deutscher Verwaltungsjurist, 1954–1969 Erster Landesrat beim Landschaftsverband Westfalen-Lippe und Publizist. Er war maßgeblich an der Schaffung der Landschaftsverbandsordnung und der Sicherung der landschaftlichen Selbstverwaltung in Nordrhein-Westfalen beteiligt.

## Leben

### Jugend und Ausbildung
Helmut Naunin wurde am 16. September 1904 in Deutsch Eylau (heute Iława) im Kreis Rosenberg als Sohn des Pfarrers Otto Anton Carl Naunin und seiner Ehefrau Johanna Naunin, geborene Frenzel, geboren. In Ostrowo besuchte er die Volksschule und das humanistische Gymnasium. 1920 zog die Familie nach Wanne-Eickel.
Nachdem er 1923 sein Abitur am Gymnasium in Gelsenkirchen-Schalke ablegte, machte er von März 1923 bis Oktober 1924 eine Banklehre bei der Commerz- und Privatbank in Herne-Wanne. Schon während der Ausbildung begann er 1924 ein Studium der Rechts- und Wirtschaftswissenschaften an der Westfälischen Wilhelms-Universität in Münster, später setzte er sein Studium an der Eberhard Karls Universität in Tübingen fort. Während seiner Zeit in Tübingen wurde er Mitglied der Turnerschaft Hohenstaufia Tübingen. Im Dezember 1927 legte er die Erste juristische Staatsprüfung ab und wurde zum Referendar ernannt. Im Zuge seiner juristischen Ausbildung war er in den folgenden Jahren bei der Staatsanwaltschaft Bochum, bei den Amtsgerichten Bochum und Herne, beim Landgericht Bochum, beim Oberlandesgericht Hamm sowie beim Rechtsanwalt und Notar Koppenberg in Herne tätig. Parallel zu diesen Tätigkeiten promovierte Helmut Naunin 1929 in Tübingen auf dem Gebiet der Rechtswissenschaften zu dem Thema Die Besetzung der Stadt Duisburg durch belgische und französische Truppen nach dem Weltkriege. Im Oktober 1931 legte er die große Staatsprüfung ab. Anschließend wurde er zum Gerichtsassessor ernannt und war bei der Staatsanwaltschaft Essen tätig.

### Tätigkeit beim Provinzialverband
Im Juni 1932 trat Naunin eine Stelle als Gerichtsassessors bei der Westfälischen Provinzialverwaltung an, im Oktober 1935 eine Stelle als Landesverwaltungsrates im Ressort Kulturpflege, Wirtschaft und Verkehr beim Provinzialverband Westfalen. Im Januar 1938 wurde er zum Landesoberverwaltungsrat befördert. Im April 1939 wurde er zum Landesrat ernannt und leitete die Dezernate für Finanzen und Wirtschaft. Von August 1939 an diente Naunin als Soldat. Während seines Kriegsdienstes stieg er vom Unteroffizier zum Oberleutnant auf. Er geriet in amerikanische Kriegsgefangenschaft, aus welcher er nach zahlreichen Eingaben seiner Ehefrau 1946 entlassen wurde. Kurze Zeit nach seiner Freilassung übernahm er im Einvernehmen mit der britischen Militärregierung für die Provinz Westfalen als Leiter des Landesamtes für Statistik das Amt eines Landesoberverwaltungsrates. Für sein bisheriges Amt als Landesrat erschien er dem Sichtungsausschuss der westfälischen Provinzialverwaltung und dem Sichtungsrat der Stadt Münster aufgrund seiner NSDAP-Mitgliedschaft als nicht geeignet. Das Entnazifizierungsverfahren wurde im Januar 1949 mit Einstufung in Kategorie V abgeschlossen. Im April 1949 wurde ihm daher wieder eine Stelle als Landesrat zugeteilt und er übernahm im November desselben Jahres die Leitung der Finanz- und Kommunalabteilung sowie der Provinzial-Hauptkasse.

### Schaffung der Landschaftsverbände und Tätigkeit als Erster Landesrat

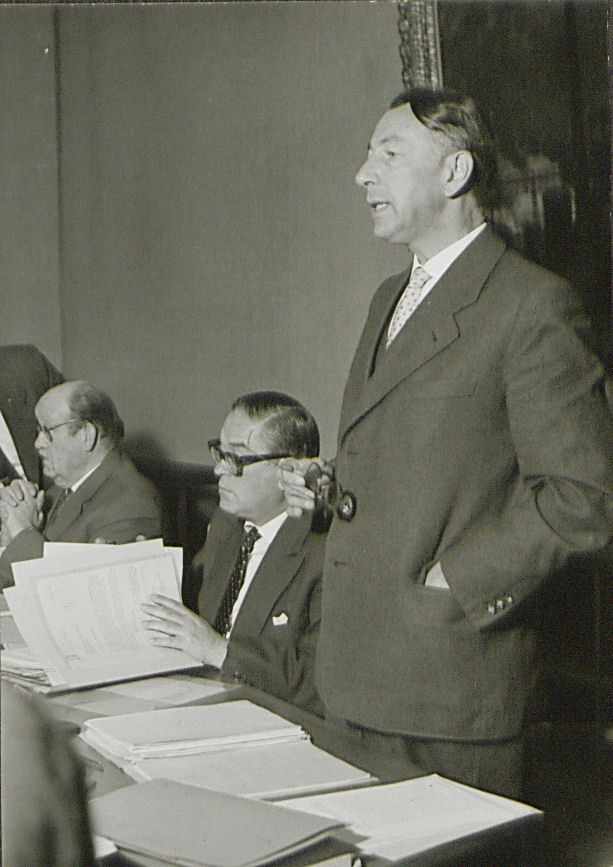
Helmut Naunin (Rechts, stehend) neben dem Direktor des Landschaftsverbandes Westfalen-Lippe, Anton Köchling (Links)

Helmut Naunin war maßgeblich an der Arbeit des Provinzialverbandes Westfalen in der Zeit 1946–1954 sowie an der Schaffung der Landschaftsverbände 1953 beteiligt. Naunin gilt, neben dem Landeshauptmann Bernhard Salzmann und dem Landesrat Karl Zuhorn, zu den bedeutendsten Personen bei der Schaffung der Landschaftsverbandsordnung. Aufgrund dieses Einsatzes für die territoriale Integrität Westfalens und die landschaftliche Selbstverwaltung wurde Naunin in Presseberichten als „Chefideologe der Landschaftsverbände“ bezeichnet. Besonderen Einfluss hatte sein 1952 erschienenes Werk Wiederaufbau in Westfalen 1945 bis 1951; landschaftliche Selbstverwaltung. Nachdem der Landschaftsverband Westfalen-Lippe im November 1953 seine in der Tradition des Provinzialverbandes Westfalen stehende Tätigkeit aufgenommen hatte, wurde Naunin im März 1954 für 12 Jahre zum Ersten Landesrat gewählt, die zweithöchste Position innerhalb der Verwaltung des Landschaftsverbandes Westfalen-Lippe. Er wurde 1965 in dem Amt bestätigt. Darüber hinaus wurden ihm im September 1966 die Aufgaben des Kämmerers des Landschaftsverbandes Westfalen-Lippe übertragen. In der Zeit als Erster Landesrat veröffentlichte Naunin mehrere Werke zum Aufbau Westfalens, zur Selbstverwaltung und zur Schaffung der Landschaftsverbände, besonders ist das Werk Entstehung und Sinn der Landschaftsverbandordnung in Nordrhein-Westfalen zu nennen.

### Naunin im Nationalsozialismus
Nachdem Naunin bereits 1920–1922 Mitglied der völkischen Freiheitsbewegung gewesen war, trat er zum 1. Mai 1933 der NSDAP bei (Mitgliedsnummer 3.132.106) und bekleidete das Amt des Blockleiters der Ortsgruppe Münster-Bahnhof. Darüber hinaus gehörte er der NSV, dem Nationalsozialistischen Rechtswahrerbund, dem Deutschen Luftsportverband, dem Nationalsozialistischen Altherrenbund der Deutschen Studenten, dem deutschen Reichsbund für Leibesübungen und dem Reichsbund der Deutschen Beamten an.

### Nebentätigkeiten
| Unternehmen                                      | Funktion                                    |
| ------------------------------------------------ | ------------------------------------------- |
| Bochum-Gelsenkirchener Straßenbahn GmbH          | Aufsichtsratsmitglied                       |
| Tecklenburger Nordbahn AG                        | Stellvertretender Aufsichtsratsvorsitzender |
| Westfälische Kleinbahn Letmathe                  | Aufsichtsratsmitglied                       |
| J. Reeh AG                                       | Aufsichtsratsmitglied                       |
| Kleinbahn Weidenau–Deuz                          | Stellvertretender Geschäftsführer           |
| Westfälische Ferngas AG                          | Aufsichtsratsmitglied                       |
| Kleinbahn Unna–Kamen–Werne                       | Aufsichtsratsvorsitzender                   |
| Verkehrsgesellschaft für den Kreis Lüdinghausen  | Aufsichtsratsmitglied                       |
| Landesbank für Westfalen Girozentrale            | Verwaltungsratsmitglied                     |
| Elektromark                                      | Aufsichtsratsmitglied                       |
| Paderborner Elektrizitätswerk und Straßenbahn AG | Aufsichtsratsmitglied                       |
| Iserlohner Kreisbahn AG                          | Aufsichtsratsmitglied                       |
| Kreis Altenaer Eisenbahn AG                      | Aufsichtsratsvorsitzender                   |

Naunin unterrichtete an der Westfälischen Gemeindeverwaltungs- und Sparkassenschule. Auch gehörte er dem Rechts- und Verfassungsausschuss sowie dem Wirtschaftspolitischen Ausschuss des Deutschen Städtetages an. Naunin war Verwaltungsvorsitzender des Instituts für vergleichende Städtegeschichte in Münster, Mitglied des Ausschusses für Verwaltung und Planung der Landesplanungsgemeinschaft und Vorstandsmitglied der von Bodelschwinghschen Anstalten. Darüber hinaus war er Vorstandsmitglied der Freiherr-vom-Stein-Gesellschaft, Mitglied des Westfälischen Heimatbundes, des Sauerländischen Gebirgsverein e.V. und des Verbandes Deutscher Städtestatistiker. Innerhalb der Evangelischen Kirche engagierte er sich im Vorstand des Evangelischen Krankenhauses Johannisstift und des Diakonissenmutterhauses in Münster.

### Späte Jahre

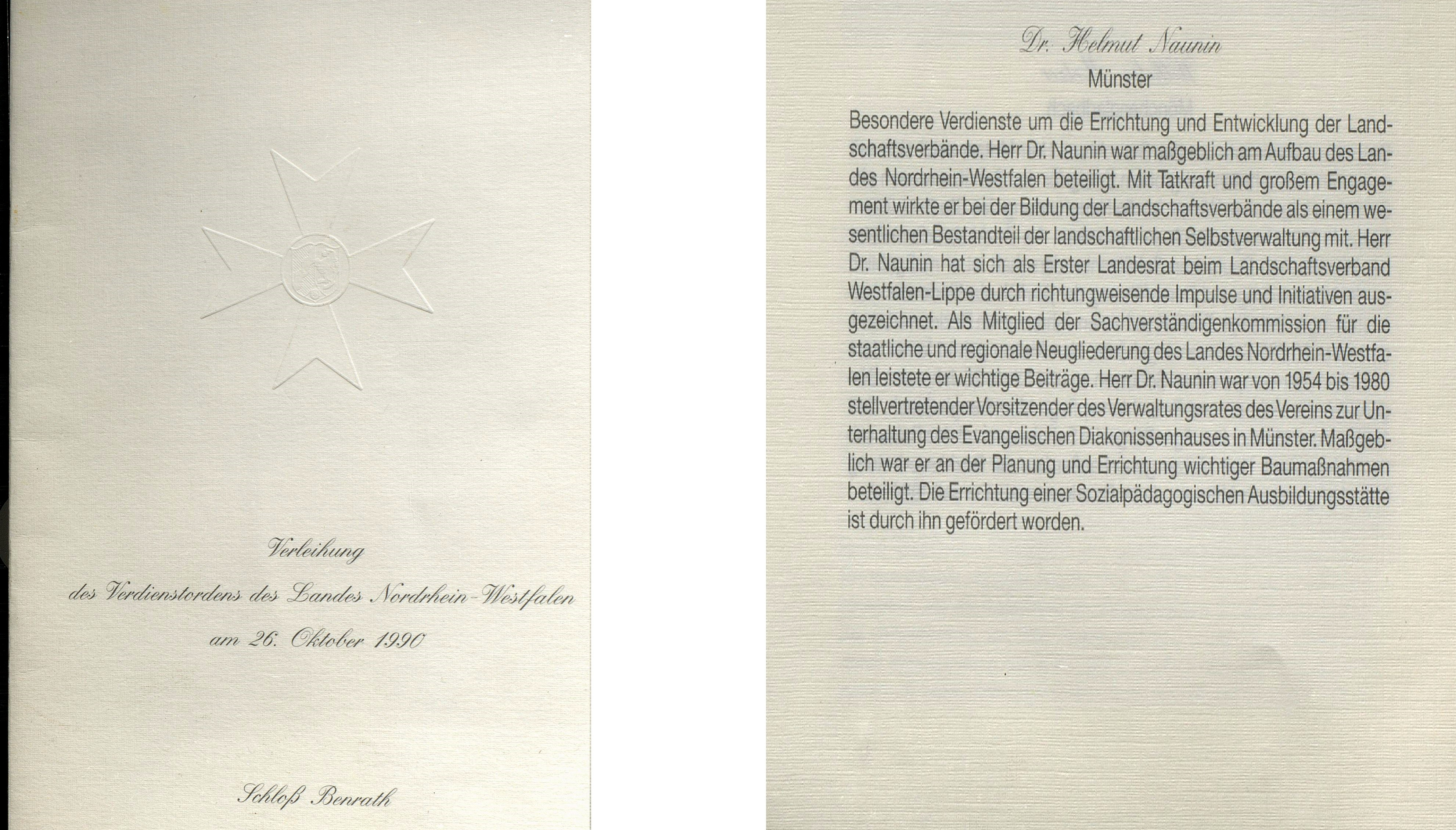
Verleihungsschrift des Verdienstordens des Landes Nordrhein-Westfalen

Nach seiner Tätigkeit beim Landschaftsverband Westfalen-Lippe trat Naunin hauptsächlich als Autor zur Verwaltung Westfalens auf. Er setzte sich weiterhin für den Erhalt der Landschaftsverbände ein und nahm durch Aufsätze und Vorträge aktiv an der Diskussion zur Gebietsreform in Nordrhein-Westfalen in den 1960er und 1970er Jahren teil. Auch war er in den Vorständen verschiedener Vereine und Verbände tätig. 1990 wurde ihm für seinen Einsatz für die Landschaftsverbände der Verdienstorden des Landes Nordrhein-Westfalen verliehen.
In der Begründung heißt es: „Mit Tatkraft und großem Engagement wirkte er bei der Bildung der Landschaftsverbände als einen wesentlichen Bestandteil der landschaftlichen Selbstverwaltung mit.“

### Privates
Helmut Naunin war bis zu seinem Tod 67 Jahre mit der promovierten Juristin Gisela Naunin, geborene Güldner, verheiratet. Gemeinsam hatten sie einen in Münster geborenen Sohn (den Ingenieur und Elektronikprofessor Dietrich Naunin, 1937–2006) sowie zwei Töchter.
Sein Nachlass befindet sich im LWL-Archivamt für Westfalen.

## Zitate
„Ein Land Nordrhein-Westfalen konnte keine Provinzen haben, der Name Provinz und die Ordnung der Provinzen ergab sich nur für ein großes Land wie [Preußen] und deshalb habe ich damals zurückgegriffen darauf, dass das Wort Land ursprünglich gar nicht Staat bedeutete, sondern Land und Leute, das heißt, das war eben die Landschaft, die zusammengefasst wurde […] daraus ergab sich dann der Name Landschaftsverband.“

## Veröffentlichungen (Auswahl)
- Helmut Naunin: Die Besetzung der Stadt Duisburg durch belgische und französische Truppen nach dem Weltkriege. G. Stielke, Berlin 1930.
- Helmut Naunin (Bearb.): Wiederaufbau in Westfalen 1945–1951; Landschaftliche Selbstverwaltung. Ardey, Dortmund 1952.
- Helmut Naunin: Entstehung und Sinn der Landschaftsverbandsordnung in Nordrhein-Westfalen mit einem Anhang von Dokumenten. Aschendorff, Münster 1963.
- Ludger Baumeister; Helmut Naunin (Hrsg.): Selbstverwaltung einer Landschaft. Kohlhammer, Stuttgart 1967.
- Helmut Naunin: Rückblick auf das Copernicus-Jahr 1973. Truso-Verlag, Münster 1973, ISBN 3-88378-012-X.
- Helmut Naunin: Städteordnungen des 19. Jahrhunderts; Beiträge zur Kommunalgeschichte Mittel- und Westeuropas. Böhlau, Köln 1984, ISBN 978-3-412-00384-5.